# Rosina ǁHoabes
Rosina ǁ Hoabes  là một chính trị gia người Namibia.

## Sự nghiệp
Rosina Hoabes là cố vấn toàn thời gian về sinh học, khoa học đời sống và giáo dục khoa học tự nhiên tại Văn phòng Giáo dục Khu vực Khorixas trước khi trở thành chính trị gia. Bà đã kết hôn với ba đứa con. OHoabes cũng đang học bán thời gian để lấy bằng thạc sĩ khi bà được bầu làm thị trưởng đầu tiên của Swakopmund, thành phố lớn thứ tư của Namibia vào tháng 1 năm 2003. Vào ngày 16 tháng 11 năm 2004, bà được bổ nhiệm làm thành viên của ủy ban tư vấn nhà ở quốc gia cho ba nhiệm kỳ năm của Bộ trưởng Chính phủ và Nhà ở khu vực và địa phương, Joel Kaapanda. Trong nhiệm kỳ đầu tiên của ǁHoabes với tư cách là thị trưởng, cầu cảng 1882 của thành phố đã được tân trang lại với chi phí 4 triệu đô la, đã bị đóng cửa trong bảy năm vì lý do an toàn. Cấu trúc mở lại chứa các cửa hàng, cơ sở du lịch và một quán bar.
Hoabes được bầu lại làm thị trưởng Swakopmund vào tháng 5 năm 2007 nhưng đã rời nhiệm sở vào năm 2008  ǁHoabes là chủ tịch của Hiệp hội các nhà chức trách địa phương Namibia năm 2009. ủy viên hội đồng đại diện cho đảng SWAPO năm 2010, bà đã thành công và được hội đồng bầu lại vào ngày 2 tháng 12 năm 2010  Vào tháng 6 năm 2012, với tư cách là thị trưởng, ǁHoabes đã ra mắt Bờ biển Namibia: cuốn sách về kho báu đại dương và sa mạc thay mặt Bộ trưởng Bộ Môi trường và Du lịch, Netumbo Nandi-Ndaitwah.
Bà đã rời khỏi văn phòng một lần nữa vào ngày 16 tháng 11 năm 2012 khi bà được bầu làm chủ tịch ủy ban quản lý của thành phố. Năm 2015, bà đã tăng nước, thoát nước, từ chối và giá nhà đất để trả chi phí vốn mới cho các trung tâm hội đồng, bảo tàng, công trình công cộng, hệ thống thoát nước và công trình đường bộ. ǁHoabes thất bại trong vòng đầu tiên của tháng 4 năm 2015 SWAPO cuộc bầu cử nội bộ cho thị trưởng để Juuso Kambueshe nhưng được bầu làm thị trưởng một lần nữa vào tháng năm 2015. bà cũng được bổ nhiệm làm chủ tịch của Quỹ hưu trí cho chính quyền địa phương và Dịch vụ tiện ích ở Namibia (RFLAUN) năm 2015. oHoabes đã được xem xét cho Giải thưởng Thị trưởng Thế giới của Hiệp hội Du lịch Châu Phi. Kể từ năm 2017, bà không giữ một vị trí trong hội đồng Swakopmund.